# Стена
Стена́ — структурный элемент в архитектуре и строительстве, создающий внешний периметр здания или помещения в виде вертикальной ограждающей конструкции, отделяющей помещение от окружающего пространства или соседних комнат.
Стена здания — несущий и (или) ограждающий элемент здания. Конструктивно наружные стены могут быть однослойной или сложной конструкции.

## Классификация стен

### В зависимости от конструктивной схемы
Согласно СП 15.13330.2012 «Каменные и армокаменные конструкции», п. 9.6
Каменные стены подразделяются на:
- Несущие — воспринимающие кроме нагрузок от собственного веса и ветра также нагрузки от покрытий, перекрытий, вес других этажей, кранов и т. п.
- Самонесущие — воспринимающие нагрузку только от собственного веса стен всех вышележащих этажей зданий и ветровую нагрузку;
- Ненесущие (в том числе навесные) — воспринимающие нагрузку только от собственного веса и ветра в пределах одного этажа при высоте этажа не более 6 м; при большей высоте этажа эти стены относятся к самонесущим;
- Перегородки — внутренние стены, воспринимающие нагрузки только от собственного веса и ветра (при открытых оконных проёмах) в пределах одного этажа при высоте его не более 6 м; при большей высоте этажа стены этого типа условно относятся к самонесущим.

В зданиях с самонесущими и ненесущими наружными стенами нагрузки от покрытий, перекрытий и т. п. передаются на каркас или поперечные конструкции зданий.

### По материалу
- Деревянные;
- Каменные;
- Кирпичные (керамический, силикатный и др. виды);
- Бетонные — из мелко и крупноразмерных блоков (бетон, керамзитобетон, пенобетон, арболит, газобетон, шлакобетон);
- Железобетонные — панели (1-3 слойные), монолит;
- Сендвич-панели — ограждающие (профлист — утеплитель — профлист).

## Оборонительные стены
- Стена Аврелиана
- Великая китайская стена

## Разделительные стены
Служат для физического разделения противоборствующих сторон, разделяют города, регионы и целые страны.
- Стена разделяла с 1974 года до 2009 года[источник не указан 1895 дней] на две части — на греческую и турецкую — кипрскую столицу Никосию (см. Кипрский конфликт).
- индийская стена, разделяющая Кашмир, протянулось на 550 километров. Индийская сторона возвела ограждения вдоль 740-километровой линии с Пакистаном, сдвинув ограждения на территорию Пакистана примерно на 137 метров. Индия заявляет, что заграждения возведены исключительно с целью препятствовать проникновению террористов и провозу оружия на территорию штата[2]. Заграждения состоят из концентрических рядов колючей проволоки от земли до высоты 2,4—3,7 метра. К проволоке подведён электрический ток, стоят датчики движения, камеры ночного видения, тепловизоры и т. д. Строительство началось в 1990 году и продолжалось, несмотря на протесты Пакистана, до 2003 года. После перерыва в 2003 году строительство возобновилось и было закончено в 2004 году[3]. Индийские военные заявляют, что забор сократил на 80 % количество нападений боевиков в регионе[4].
- Разделительная стена построена между Северной Кореей и Южной Кореей. В целях обеспечения безопасности Южная Корея выстроила со своей стороны в 1977—1979 годах так называемую Корейскую стену вдоль всей границы. Руководство КНДР утверждало, что стена была выстроена Республикой Корея с целью «ограничения свободного передвижения граждан». Однако представители Южной Кореи настаивают, что функцией сооружения является защита от возможности танкового вторжения со стороны КНДР. В подтверждение своих слов они продемонстрировали участки противотанковых заграждений журналистам[5]. Высота стены составляет 5—8 метров, ширина в нижней части 10—19 м, в верхней — 3—7 м. После появления этой стены были разделены надвое 122 села, 8 уездов, более 220 больших и маленьких дорог, реки и ручейки, даже оросительные каналы. В результате стало невозможным передвижение не только людей, но и даже животных. Для строительства этого циклопического сооружения потребовалось 800 тыс. тонн цемента, более 200 тыс. тонн арматуры, 3,5 млн м³ песка и гравия. Сооружение стены обошлось Южной Корее в 32 млрд вон[6].
- Греция начала строительство для защиты от контрабандистов и нелегальных мигрантов стены на границе с Турцией высотой 2,5 м и длиной в 10 км. Сооружение снабжается двойным рядом колючей проволоки, а также камерами видеонаблюдения[7].
- Испания, по утверждениям Марокко, удерживает часть марокканской территории, окружив стеной город Сеута на севере Африки[8][9]. Эта система пограничных сооружений, отделяющих испанский полуанклав Сеута от королевства Марокко, построена в 2001 г. на средства ЕС с целью защиты Европы от неконтролируемого наплыва нелегальных мигрантов из Африки и известна как Сеутская стена. Она представляет собой параллельные заградительные сооружения 3-метровой высоты, защищённые колючей проволокой, между которыми устроен проход для пограничников. Стена оснащена видеокамерами, датчиками шума и движения, призванными выявить попытки пересечения стены со стороны нелегальных эмигрантов и контрабандистов[10].
- Система разделительных сооружений длиной более 2500 км в Западной Сахаре (между Марокко и САДР), разделяющая территории, контролируемые правительством Марокко и формированиями Полисарио. Известна под названием Марокканская стена. В общей сложности построено шесть крупных линий и две малых. Основу каждого вала составляет песчано-каменная насыпь высотой около трёх метров. Вдоль стен расположены минные поля, заграждения из колючей проволоки, сенсорные системы для обнаружения нарушителей, артиллерийские батареи и взлётно-посадочные полосы. Оборудованы радарные мачты, просматривающие территорию вне стен, система постоянно патрулируется[11][12].
- Католическое и протестантское население Северной Ирландии отделено стеной друг от друга[13].
- Разделительная стена, отделяющая Израиль от Западного берега реки Иордан (исторические Иудея и Самария).
- Самой знаменитой из подобных стен была Берлинская стена, существовавшая с 1961 по 1989—1990 годы.
- Египет в марте 2014 года приступил к строительству забора вокруг города Эль-Ариш (Синайский полуостров). Протяжённость забора составит 30 километров. Проходы через заградительные сооружения будут оборудованы металлоискателями и детекторами по обнаружению взрывчатых веществ. Забор безопасности оснастят камерами видеонаблюдения. Стена вокруг Эль-Ариша возводится «в рамках борьбы с террором и для поддержания безопасности в регионе»[14].

## Культовые стены
- Стена плача
- Стена Цоя на Арбате